# Centro Cultural de Viana do Castelo
O Centro Cultural de Viana do Castelo, ou Coliseu de Viana do Castelo, é um centro cultural localizado na atual freguesia de Viana do Castelo (Santa Maria Maior e Monserrate) e Meadela, no município e no Distrito de Viana do Castelo.
Projeto do arquiteto Eduardo Souto Moura, o Centro Cultural de Viana do Castelo foi inaugurado em 14 de julho de 2013, depois de atrasos no término da obra. O Centro Cultural de Viana está disponível para receber todo o tipo de eventos culturais e até torneios internacionais. É um projeto localizado na marginal da Foz do Lima, na praça Marques Júnior. Este arrojado projeto, com um fim multiusos destina-se a ser a sede de eventos culturais, musicais, desportivos e de lazer em Viana do Castelo.
O valor da obra ficou por volta dos 13 milhões de euros, o que inclui arranjos exteriores de 1,1 milhões de euros, acessos pedonais e rodoviários, uma zona relvada e um parque para automóveis. O Centro Cultural é constituído por três pisos e tem uma área total de 3.792 m², utilizou 900 toneladas de aço para betão, tendo uma estrutura metálica de 1.200 toneladas.
Tem capacidade para 2 mil pessoas sentadas e para 2 700 pessoas nos casos de concertos musicais, se a plateia estiver em pé.
Na festa de inauguração participaram 32 associações culturais e desportivas de Viana do Castelo. Mais de 700 artistas presentearam os presentes com atuações de dança, poesia, teatro, música, bombos, folclore e ainda houve manifestações de zumba, judo, esgrima, karaté, entre outras atividades. O palco principal do Centro foi estreado pelo  fadista Camané.